# Henry Ward Beecher
Henry Ward Beecher (Litchfield, 24 giugno 1813 – New York, 8 marzo 1887) è stato un politico statunitense, incluso nella prima lista di statunitensi facenti parte della Hall of Fame for Great Americans. Sostenitore del suffragio universale, dell'abolizionismo, e dell'evoluzionismo di Darwin, da predicatore sostenne la necessità che il Cristianesimo si debba adattare alle mutazioni sociali del tempo in cui vive. Fu uno dei principali fautori della prima immigrazione cinese negli Stati Uniti.

## Biografia
Si diplomò nel 1834 all'Amherst College, proseguì gli studi presso il Lane Seminary di Cincinnati  e nel 1837 fu ammesso al ministero del culto. In quello stesso anno si sposò con Eunice Bullard White e iniziò il suo ministero presso la Second Presbyterian Church di Indianapolis. 
Nel 1844 pubblicò il suo primo libro, Seven Lectures to Young Men, un libro di precetti che dimostrò la sua eccezionale capacità come persuasore. La sua fama arrivò ad un gruppo di uomini d'affari di Brooklyn che lo invitarono a dirigere dal 1847 la nuova chiesa di Plymouth Church.
Grazie al suo talento di scrittore e oratore, ben presto creò un grosso seguito diventando una delle figure più importanti della stampa religiosa di New York. Il suo articolo settimanale sul quotidiano The Independent, lo aiutò a promuovere la sua visione di un nuovo Cristianesimo fondato sull'amore di Dio. 
Sostenitore del Free Soil Party, divenne attivista del Partito Repubblicano durante la Guerra di secessione americana.